# Убийства Стуре
Убийства Стуре (швед. Sturemorden). 24 мая 1567 года в Уппсале были убиты пять заключённых шведских дворян Эриком XIV, который находился в состоянии серьёзного психического расстройства, и его стражниками. Дворяне, в том числе трое членов влиятельной семьи Стуре, были обвинены в заговоре против короля, а некоторые из них ранее были приговорены к смертной казни. Старый наставник Эрика, который не принадлежал к этой группе, также был убит, когда пытался успокоить короля после первоначальных убийств.

## Фон

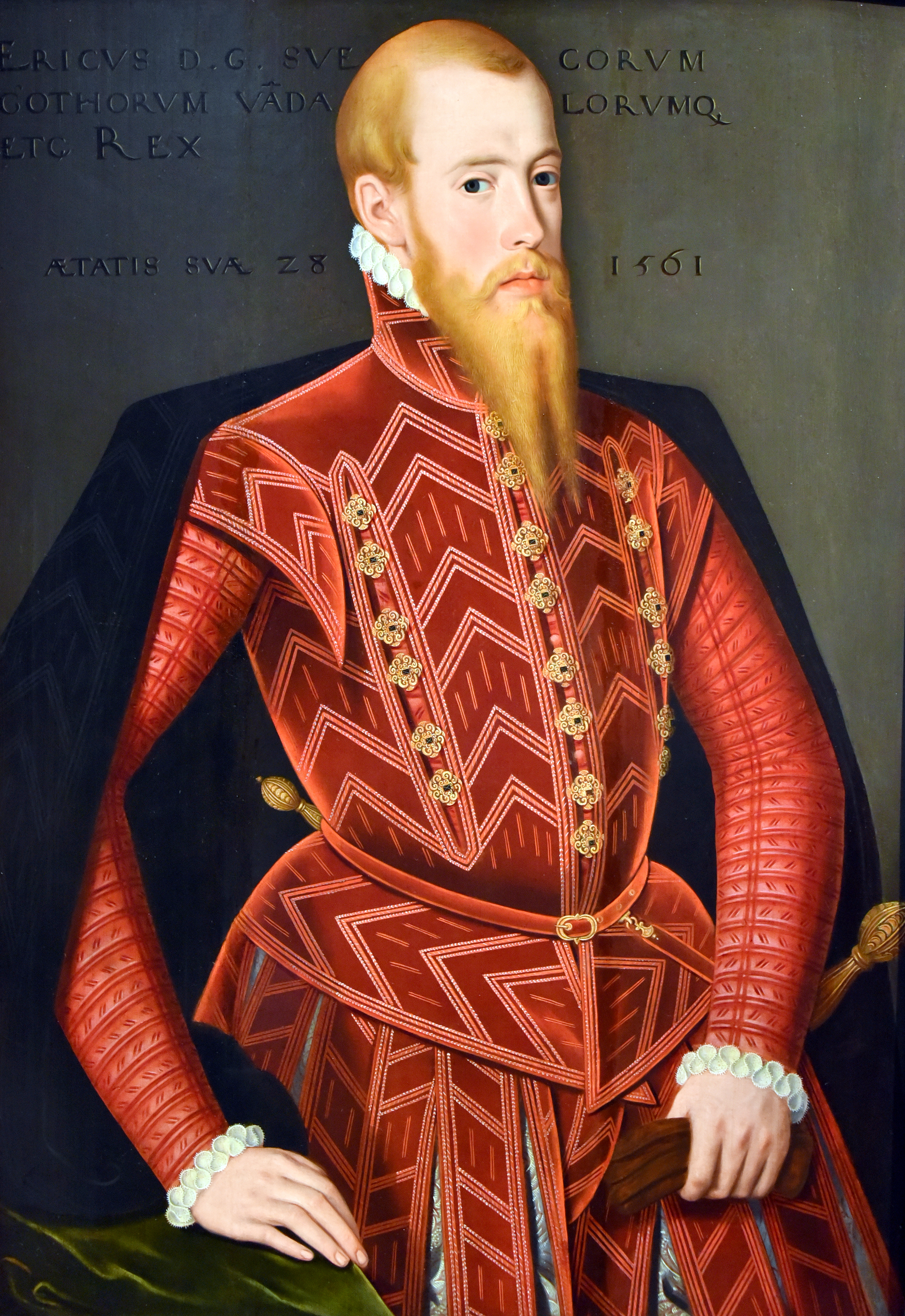
Эрик XIV

### Конфликт между Эриком XIV и аристократией
В 1560-х годах Эрик XIV участвовал в Ливонской войне и Северной Семилетней войне. Поскольку он лично руководил многими кампаниями, его секретарь Йёран Перссон был оставлен во главе администрации. Тайный совет Швеции, совет дворян, отвечающий за консультирование короля, был фактически заменён Перссоном. Кроме того, дворяне были изгнаны из Верховного суда Эрика и заменены лояльными простолюдинами, а Перссон стал главным прокурором короля. Король и его секретарь использовали Верховный суд не только для обеспечения выполнения своих финансовых требований, связанных с войной от знати, но и для пыток знати, чтобы раскрыть информацию об оппозиционных группах. Чтобы применение пыток было законным, подвергаемый пыткам человек должен был сначала быть приговорён к смертной казни. Поэтому Верховный суд приговорил более 300 человек к смертной казни между 1562 и 1567 годами, но в большинстве случаев впоследствии смягчил наказание.
Хотя Эрик не доверял знати в принципе, он стал особенно подозрительным к Нильсу Свантессону Стуре, которого арестовали и судили. Несмотря на множество внебрачных детей, у Эрика не было законного наследника, и он боялся, что Стуре может претендовать на его трон.

Напряжение войны, паранойя по отношению почти ко всем, особенно к аристократии, личное и национальное давление, чтобы обеспечить наследника, и его собственная переменчивая личность неуклонно толкали Эрика на грань психического расстройства. Его разочарования и тревоги постепенно начали концентрироваться на одном человеке.— Peterson (2007)
На основании бездоказательного обвинения вроде «пренебрежения служебным положением» Нильс Стуре был приговорён к смертной казни, но приговор был заменён унизительной ездой по улицам столицы: 15 июня 1566 года он должен был ехать через Стокгольм на жалком топчане в соломенной короне, при этом некоторые из его ран, полученных от предыдущих пыток, все еще кровоточили. После этого Эрик отправил Нильса Стуре в Лотарингию, где он должен был организовать брак принцессы Ренаты с Эриком (который так и не состоялся).
Правление секретаря, уменьшение влияния знати на политику и действия Высокого суда не были хорошо восприняты шведскими аристократами. В июле 1566 года несколько влиятельных дворян встретились под Стокгольмом. По словам Гейера, это была прощальная вечеринка для Нильса Стуре, в то время как Петерсон называет встречу «тайным собранием», где «страх и ненависть магнатов превратились в организованное сопротивление». На встрече присутствовали Нильс Стуре, его отец, Сванте Стенссон Стуре, Абрахам Густавссон Стенбок, Ивар Иварссон Лиллиёрн, Хогенскильд Нильссон Бильке, Клас Эрикссон Флеминг, Стен Аксельссон Банер, Стен Эрикссон Лейонхуфвуд, брат Эрика Чарльз Сёдерманланд и другие. Эрик опасался заговора против него, особенно со стороны семьи Стуре и их родственников, и уже 22 июля увеличил число своих шпионов.
В январе 1567 года паж Эрика Густав Риббинг, приговорённый к смертной казни за дезертирство, под пытками обвинил Сванте Стуре, Пера Браге, Густава Олссона Стенбока и Стена Эриксона в саботаже брачных планов Эрика. Сванте Стуре и Стен Эриксон должны были подписать документ, подтверждающий, что они замышляли заговор против брака короля, и что они не будут стоять на пути будущих брачных планов Эрика, даже если это будет брак короля с его неблагородной любовницей, Карин Монсдоттер. В то время как Перссон продолжал собирать доказательства против предполагаемых и реальных противников Эрика, Эрик созвал риксдаг в Уппсале в мае 1567 года для урегулирования споров.

### Процессы в замке Сварсьё

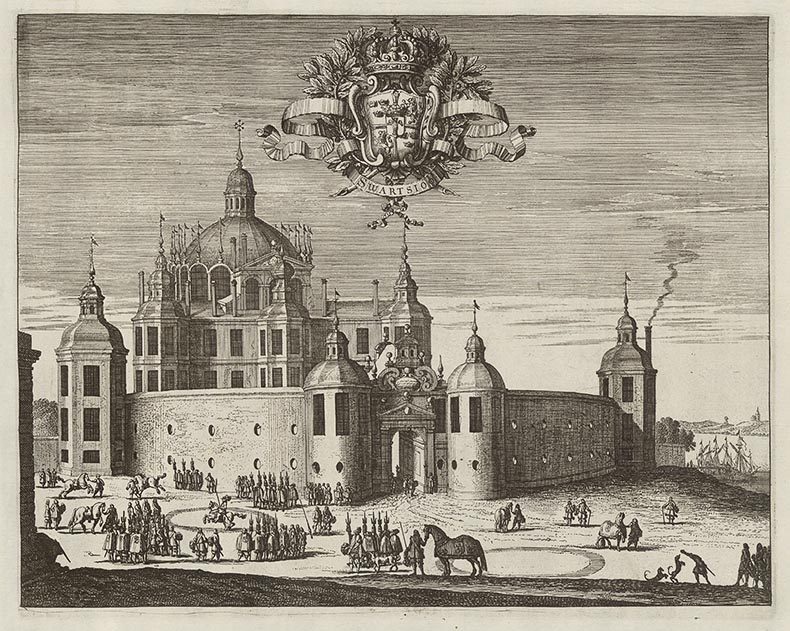
Замок Сварсьё

По пути в риксдаг, несколько магнатов были приглашены Эриком в замок Сварсьё, особенно те, кто встречался под Стокгольмом в июле 1566 года. Эрик тоже присутствовал в Сварсьё, и хотя письма-приглашения были написаны в невинном стиле, приглашённые должны были быть арестованы и предстать перед высшим судом. В Сварсьё были арестованы в порядке их прибытия брат Нильса Стуре Эрик Свантессон Стуре, Абрахам Стенбок, Стен Банер, Ивар Иварссон, Стен Эрикссон и Сванте Стуре. Когда было объявлено, что риксдаг будет отложен до 18 мая и должен был иметь дело с раскрытым заговором против короля, оставшиеся подозреваемые дворяне воздержались от выполнения приглашения короля, а именно Пер Браге, Густав Стенбок, брат Авраама Стенбока Эрик, Туре Бильке и его племянник Хогенскильд Бильке, Клас Флеминг и Клас Окессон Тотт.
Судебный процесс в Сварсьё не задокументирован, но приговор, который поместья должны были подписать в Уппсале, сохранился. В приговоре в качестве доказательств записаны следующие сведения:
- Немецкий купец Петер Гасторп сказал, что в Германии он слышал от Джошуа Геневица, что, когда Нильс Стуре уехал из Стокгольма в Лотарингию, Клас Окессон Тотт, Авраам Густавссон Стенбок, Ивар Иварссон и Джошуа Геневиц[10] встретились на судне Стуре и сговорились отнять у короля жизнь и корону[5];
- королевский органист Александр сказал, что он слышал то же самое в немецком городке «Ривольд»[5];
- некий Паулюс Шмид клялся, что Нильс Стуре и Хосуа Геневиц затеяли махинации против короля по прибытии в Штральзунд, и слухи об этой интриге разнеслись по всей Германии[5];
- два слуги Авраама Густафссона и Ивара Иварссона, Ханс Вольф и Кристофер, сказали, что они слышали, как слуга Сванте Стуре, Ганс Эллерс, сказал, что их хозяева разговаривали за закрытыми дверями, и что из того, что он слышал, они были чтобы отомстить за жестокое обращение с Нильсом Стуре[5];
- Магнус II, герцог Саксен-Лауэнбургский, двоюродный брат Эрика XIV и будущий муж сводной сестры Эрика Софии, рассказал, что Стен Эрикссон, Авраам Густафссон и Ивар Иварссон вели в его присутствии возмущенный разговор об унижении Нильса Стуре и призывали к мести; обвиняемые подтвердили это, но сказали, что они говорили о мести Перссону и Джейкобу Тейту из высшего суда, а не королю[5].

Абрахам Стенбок был вынужден подписать компрометирующее письмо Джошуа Геневицу, которое позже было представлено в качестве доказательства. Из дневника Эрика XIV известно, что Стенбок и Ивар Иварссоны были приговорены к смертной казни сразу, и что 14 мая суд сообщил Эрику, что готов также приговорить к смертной казни Сванте Стуре. По словам Петерсона, к смертной казни приговорили и Эрика Стуре. Затем всех заключенных отправили в Уппсальский замок для дальнейшего расследования.
Во время судебных процессов в Сварсьё, Марта Лейонхуфвуд, вышедшая замуж за Сванте Стуре, поехала в Сварсьё со своей дочерью Анной, чтобы добиться аудиенции у короля, но их не пустили в замок и вместо этого поместили под стражу в деревне за пределами замка. Марта послала обращение к Карин Монсдоттер, чтобы поговорить с королем в пользу заключённых, и она также послала обращение к дочери короля, Вирджинии Эриксдоттер. Когда заключённых перевели в Уппсалу, Марту тоже взяли под охрану и поместили под домашний арест в доме, принадлежащем семье Стуре. Также в Уппсале присутствовала Эбба Лиллиехёк, жена Эрика Лейонхуфвуда.

### Риксдаг в Уппсале
Когда Эрик XIV прибыл в Уппсалу 16 мая 1567 года, согласно Бэйну, он был «в состоянии зарождающегося безумия». Тем временем собрался риксдаг, но среди присутствующих было всего двадцать дворян. 19 мая, когда риксдаг должен был одобрить  смертные приговоры, Эрик упал в обморок после того, как потерял записи к своей речи и не смог обойтись без них. Двумя днями позже Нильс Стуре был арестован по возвращении из Лотарингии Перссоном, который отказал ему в аудиенции с королем. 22 мая Эрик написал Сванте Стуре письмо, в котором отверг обвинения в государственной измене, выдвинутые против семьи Стуре, и объявил об их примирении.

## Убийства

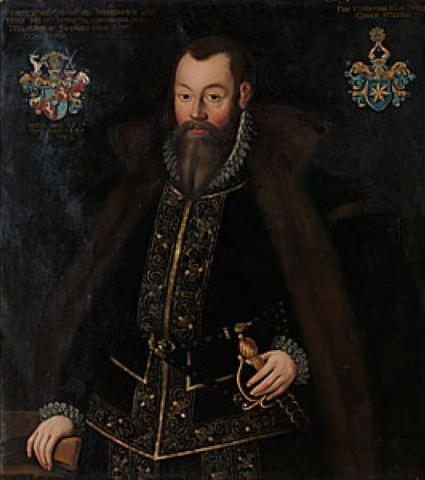
Сванте Стуре

24 мая Эрик XIV попросил Стена Эрикссона сопровождать его в посещении камеры Сванте Стуре. На коленях король умолял Стуре о прощении, признавая, что он поступил неправильно, и обещая полное примирение.  Затем он покинул замок. Петерсон говорит, что по дороге Эрик разговаривал с Йораном Перссоном, в то время как, по словам Гейера, Эрик отправился на прогулку с Петрусом Кароли, священнослужителем из Кальмара, который сказал ему, что его брат Юхан начал восстание. 
Эрик вернулся в замок через несколько часов после своего первого визита, выхватил кинжал и ударил Нильса Стуре ножом в грудь или в руку. Согласно Гейеру, убийство было завершено Педером Веламссоном, племянником Перссона, после чего Эрик снова вошёл в камеру Сванте Стуре, объявив ему на коленях, что теперь он должен убить его, так как он не мог ожидать, что Стуре простит его. Прежде чем покинуть замок во второй раз, он приказал стражникам убить всех, кроме «Герра Стена». Стражники во главе с Пером (Педером) Гаддом, выполнили приказ, но пощадили Стена Банера и Стена Эрикссона, поскольку они не знали, о ком только что говорил король.
В то время как эти двое выжили, Сванте Стуре, Нильс Стуре, Эрик Стуре, Абрахам Стенбок и Ивар Иварссон были убиты. За пределами замка наставник Эрика Дионисий Берреус нашёл короля в состоянии безумия. Усилия Берреуса успокоить его не увенчались успехом – вместо этого король отдал приказ убить Берреуса и исчез в ближайшем лесу. В конце концов стражники зарезали Берреуса до смерти. Убийства не были обнародованы; замок был заперт, а у ворот стражники Пера Гадда продолжали, как обычно, принимать еду для заключённых от их родственников.

## Последствия
Эрик не вернулся, а провёл следующие дни, бродя по лесу в одиночестве. Только 27 мая он был найден в крестьянской одежде и всё ещё в состоянии психического расстройства в деревне Оденсала и доставлен в Стокгольм. Тем временем Перссону удалось получить постановление риксдага от 26 мая, одобряющее все прошлые и будущие приговоры в отношении дворян, содержащихся под стражей в Сварсьё и Уппсале — неясно, знали ли участники риксдага в то время, что большинство заключённых в Уппсале уже были мертвы.
После того, как Эрика вернули в столицу, сначала его оставили в изоляции, так как никто не осмеливался искать аудиенции, опасаясь, что с ним случится новый припадок. В Уппсалу было отправлено известие о мачехе Эрика, вдовствующей королеве Кэтрин Стенбок, которая была родственницей нескольких жертв и прибыла в Уппсалу в день убийства. В Стокгольм её сопровождали Стен Лейонхуфвуд и Хогенскильд Бильке. По прибытии она стала первым человеком, получившим аудиенцию у Эрика после убийств. Эрик, которого сопровождали в зал для аудиенций, упал перед ней на колени и просил прощения за убийства. Екатерина Стенбок вскоре представила требования Марты Лейонхуфвуд, вдовы Сванте Стуре и матери Нильса и Эрика Стуре. Марта Лейонхуфвуд потребовала от короля; письма о защите от дальнейших преследований; официальное заявление о невиновности жертв убийства; экономическая компенсация и, наконец, арест лиц, ответственных за поведение монарха, которым считался его советник Йёран Перссон. Король принял все условия урегулирования.
Эрик оставался в состоянии безумия в течение полугода, о нём заботилась Карин Монсдоттер, на которой он женился летом. До его выздоровления в конце 1567 года тайный совет взял на себя управление правительством, судил и приговорил Перссона к смертной казни, хотя приговор не был приведён в исполнение. После выздоровления Эрик XIV восстановил свою власть и власть Перссона. В феврале 1568 года, во время похода в Смоланд, секретарь Эрика, Мортен Хельсинг, сделал пренебрежительное замечание о Перссоне — король был настолько возмущён, что заколол Хельсинга раскалённым железом, нанеся раны от которых секретарь умер 7 апреля.
Летом 1568 года началось восстание знати под предводительством его братьев Карла и Юхана, которое привело к свержению Эрика в январе 1569 года. Стен Эрикссон, переживший убийства Стуре из-за своего имени, был убит в последней битве восстания. Йёран Перссон был убит повстанцами во время того же восстания. 10 марта 1575 года тайный совет издал документ, призывающий к убийству Эрика, если его нельзя будет безопасно держать в тюрьме; среди подписавших было несколько дворян, которых Эрику не удалось захватить в Сварсьё в 1567 году, а именно Пер Браге, Туре Бильке, Хогенскильд Бильке и Эрик Густавссон Стенбок, а также брат Стена Банера, Густав. Эрик умер в 1577 году от мышьяка, предположительно подмешанного в гороховый суп; до своей смерти, по словам Скотта (1992), его «перевозили из одной замковой тюрьмы в другую, сначала с семьёй, затем в одиночку, иногда в здравом уме, иногда впадая в безумие».